# Canoa/kayak ai Giochi della XXVIII Olimpiade - K4 1000 metri maschile

## Batterie
Hanno partecipato alle batterie di qualificazione 10 equipaggi, suddivisi in 2 batterie: i primi 3 di ogni batteria si sono qualificati direttamente per la finale e gli altri per la semifinale; di conseguenza nessun equipaggio è stato eliminato al primo turno.
23 agosto 2004
| Pos | Atleta                                                                        | Paese      | Tempo       |
| --- | ----------------------------------------------------------------------------- | ---------- | ----------- |
| 1   | Richard Riszdorfer, Michal Riszdorfer, Erik Vlček e Juraj Bača                | Slovacchia | 2:53.256 QF |
| 2   | Milko Kazanov, Ivan Hristov, Erzsebet Petar Merkov e Yordan Yordanov          | Bulgaria   | 2:54.252 QF |
| 3   | Tomasz Mendelski, Rafał Głażewski, Adam Seroczyński e Dariusz Białkowski      | Polonia    | 2:55.240 QF |
| 4   | Marian Baban, Alexandru Bogdan Ceausu, Vasile Curuzan Corneli e Stefan Vasile | Romania    | 2:55.324 QS |
| 5   | Steven Jorens, Richard Dober, Ryan Cuthbert e Andrew Willows                  | Canada     | 2:56.336 QS |

| Pos | Atleta                                                                    | Paese       | Tempo       |
| --- | ------------------------------------------------------------------------- | ----------- | ----------- |
| 1   | Zoltán Kammerer, Botond Storcz, Ákos Vereckei e Gábor Horváth             | Ungheria    | 2:51.010 QF |
| 2   | Raman Piatrushenka, Aljaksej Abalmasaŭ, Dziamyan Turchyn e Vadzim Makhneu | Bielorussia | 2:52.170 QF |
| 3   | Andreas Ihle, Mark Zabel, Björn Bach e Stefan Ulm                         | Germania    | 2:52.678 QF |
| 4   | Jacob Norenberg, Alexander Wefald, Andreas Gjersøe e Mattis Næss          | Norvegia    | 2:54.894 QS |
| 5   | Aleksey Babadjanov, Dmitriy Strijkov, Sergey Borzov e Anton Ryahov        | Uzbekistan  | 3:01.446 QS |

## Semifinali
I primi tre equipaggi della semifinale si sono qualificati per la finale.
25 agosto 2004
| Pos | Atleta                                                                        | Paese      | Tempo       |
| --- | ----------------------------------------------------------------------------- | ---------- | ----------- |
| 1   | Marian Baban, Alexandru Bogdan Ceausu, Vasile Curuzan Corneli e Stefan Vasile | Romania    | 2:53.994 QF |
| 2   | Jacob Norenberg, Alexander Wefald, Andreas Gjersøe e Mattis Næss              | Norvegia   | 2:54.350 QF |
| 3   | Steven Jorens, Richard Dober, Ryan Cuthbert e Andrew Willows                  | Canada     | 2:55.926 QF |
| 4   | Aleksey Babadjanov, Dmitriy Strijkov, Sergey Borzov e Anton Ryahov            | Uzbekistan | 2:56.594    |

## Finale
27 agosto 2004
| Pos | Atleta                                                                        | Paese       | Tempo    |
| --- | ----------------------------------------------------------------------------- | ----------- | -------- |
|     | Zoltán Kammerer, Botond Storcz, Ákos Vereckei e Gábor Horváth                 | Ungheria    | 2:56.919 |
|     | Andreas Ihle, Mark Zabel, Björn Bach e Stefan Ulm                             | Germania    | 2:58.659 |
|     | Richard Riszdorfer, Michal Riszdorfer, Erik Vlček e Juraj Bača                | Slovacchia  | 2:59.314 |
| 4   | Milko Kazanov, Ivan Hristov, Erzsebet Petar Merkov e Yordan Yordanov          | Bulgaria    | 2:59.622 |
| 5   | Jacob Norenberg, Alexander Wefald, Andreas Gjersøe e Mattis Næss              | Norvegia    | 3:01.698 |
| 6   | Raman Piatrushenka, Aljaksej Abalmasaŭ, Dziamyan Turchyn e Vadzim Makhneu     | Bielorussia | 3:02.419 |
| 7   | Marian Baban, Alexandru Bogdan Ceausu, Vasile Curuzan Corneli e Stefan Vasile | Romania     | 3:03.107 |
| 8   | Tomasz Mendelski, Rafał Głażewski, Adam Seroczyński e Dariusz Białkowski      | Polonia     | 3:03.562 |
| 9   | Steven Jorens, Richard Dober, Ryan Cuthbert e Andrew Willows                  | Canada      | 3:07.714 |